# Eddigehausen
Eddigehausen (niederdeutsch Edjehusen) ist ein Ortsteil des Fleckens Bovenden in Südniedersachsen (Deutschland).

## Geographie
Eddigehausen liegt in der Mulde zwischen dem Südwestausläufer des Wittenbergs (386 m ü. NN, im Nordosten; mit der Burg Plesse), dem Ibenberg (388 m, im Osten) und dem Hainberg (ca. 355 m, im Süden), jeweils Berge im äußersten Nordwesten des Göttinger Walds. Rund 7 km südlich befindet sich die Großstadt Göttingen.

## Geschichte
Der Ortsteil Eddigehausen wurde erstmals im Jahre 1192 unter dem Namen Oddingehusen erwähnt. Der Name bedeutet „Bei den Häusern von Ottos Leuten“. Im Zentrum des Dorfes lag der Wirtschaftshof der Burg Plesse, woraus später eine Domäne entstand, deren Gebäudekomplex noch heute im alten Dorf existiert.
Von den Erträgen der Domäne wurde seit 1624 jährlich ein Quantum Korn an die Armen des Dorfes verteilt. Grundlage dieses Brauchs war eine Stiftung der hessischen Landgräfin Juliane. Nach einem glücklich überstandenen Kutschenunfall am Fuß der Plesse hatte sie sich und ihre Nachkommen auf diese jährliche Gabe an die Armen von Eddigehausen verpflichtet. Erst mit der Währungsreform 1948 wurde dieser „Julianenstiftung“ die Grundlage entzogen, nachdem schon 1939 die jährliche Ausschüttung vonseiten des Staates mit einer einmaligen Zahlung von 3000 Mark an die Kirchengemeinde abgelöst worden war.
In der schlichten Barockkirche aus hessischer Zeit (erbaut 1786) hängt die im Jahr 1458 gegossene Glocke „Maria“ eines Glockengießers Matthias von Northeim.
Zudem gehört die Quelle Mariaspring zu Eddigehausen. Sie speist das Rauschenwasser, das einst auf seinem kurzen Lauf bis zu neun verschiedene Mühlen antrieb. Zum Ende des 18. Jahrhunderts und dem Anfang des Ersten Weltkriegs entstand hierbei auf dem Gelände der von Henning Hasenbalg gegründeten Papiermühle ein Ausflugslokal: das „Tanz- und Studentenparadies Mariaspring“.
Im Zweiten Weltkrieg wurden das Studentenparadies Mariaspring zu einem DRK-Lazarett umfunktioniert.
Noch heute schimmert das Logo eines roten Kreuzes unter der neuen Fassade der Heimvolkshochschule hervor.
Zur gleichen Zeit richtete die Hitlerjugend auf der Burg Plesse ein Ausbildungslager ein.
Am 1. Januar 1973 wurde Eddigehausen in den Flecken Bovenden eingegliedert.

## Politik

### Bürgermeister
Ortsbürgermeister ist Bernd Riethig (SPD, Stand 17. November 2011). Er löste seinen langjährigen Vorgänger Manfred Bruns (CDU) ab.

### Ortsrat
Eddigehausen hat einen Ortsrat der sieben Mitglieder umfasst. Seit der Kommunalwahl 2021 ist dieser wie folgt besetzt:
| Ortsrat Eddigehausen 2021Insgesamt 7 Sitze - SPD: 3 - Grüne: 2 - FWG: 1 - CDU: 1 - FWG: Freie Wgem. Bovenden |

## Verkehr
Eddigehausen ist im Verkehrsverbund Süd-Niedersachsen. Die Buslinie 185 verbindet Eddigehausen und den Bahnhof von Göttingen. Außerdem gibt es eine AST-Verbindung zwischen Göttingen, Bovenden und Eddigehausen. In die andere Richtung fährt der Bus noch weiter über Reyershausen, Billingshausen und Spanbeck nach Holzerode (teilweise auch bis Ebergötzen).

## Kultur und Sehenswürdigkeiten

### Vereine
- SV Eddigehausen von 1922 e. V.
- Freiwillige Feuerwehr, gegründet 1934
- Die Dorfgemeinschaft Eddigehausen ist ein Verein, der sich als Dachverband der übrigen örtlichen Vereine versteht und dessen Ziel es ist, die Dorfgemeinschaft zu pflegen.
- 2006 gründete sich der Verein „Treffpunkt altes Pfarrhaus“ in Eddigehausen. Er führt unter anderem Ausstellungen, Vorträge und Konzerte durch. Der Verein hat seine Räumlichkeiten im ehemaligen Pfarrhaus von Eddigehausen, in dem zuvor die Sparkasse eine Filiale besaß.

### Eibenwald am Hainberg
Einer der größten Bestände an Eiben in der Bundesrepublik ist der Eibenwald am Hainberg. Er befindet sich am Südwesthang des Hainbergs und ist vom Dorf aus gut erreichbar. Zudem führen gut begehbare Wanderwege durch das ausgedehnte Waldgebiet. Auch beliebt ist der „Bielsteinwanderweg“, der von Mariaspring aus durch einen zerklüfteten Taleinschnitt zu den großen Sandsteinfelsen des Bielsteins führt.

### Ev. Kirche St. Blasius

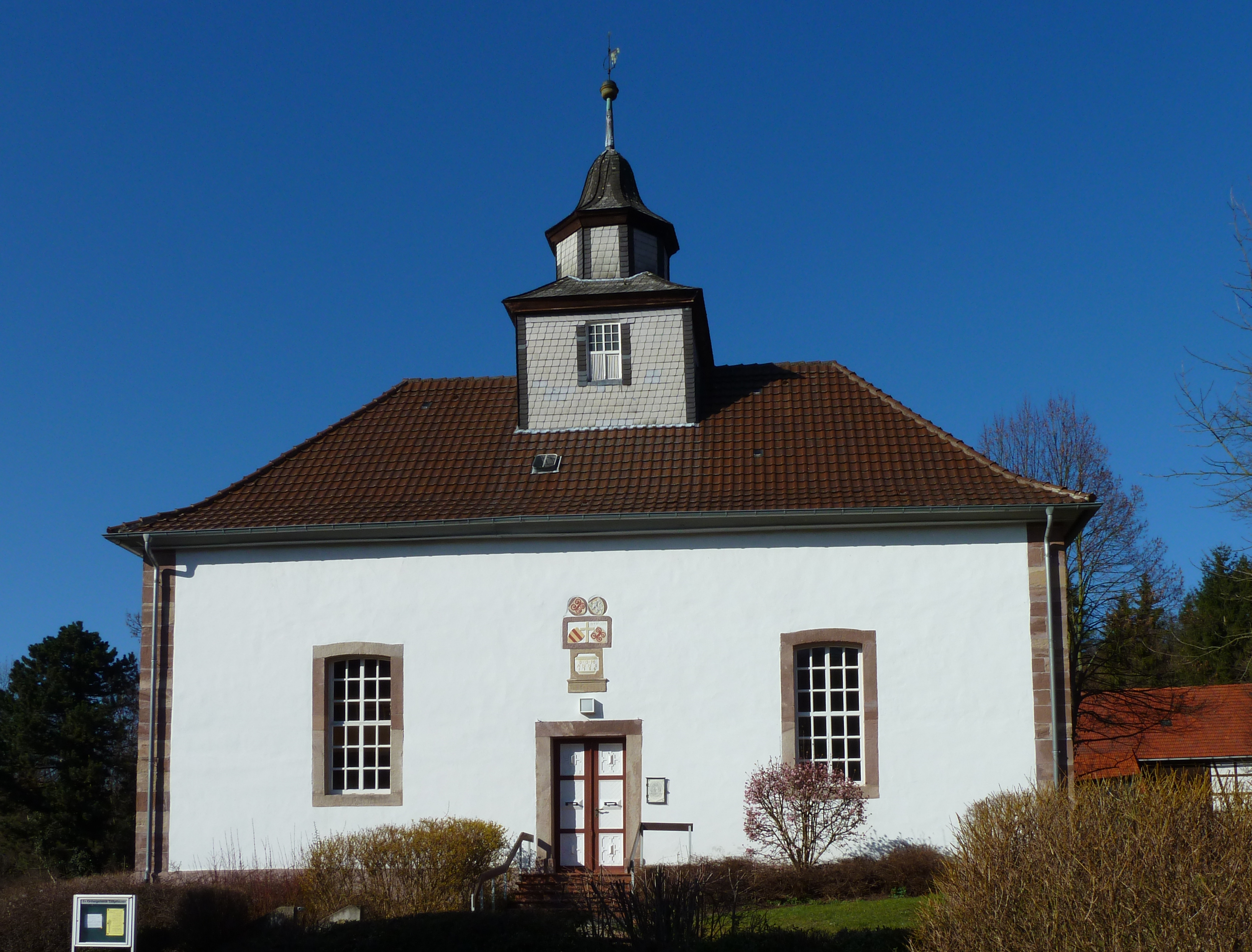
Kirche St. Blasius in Eddigehausen

Die Kirche St. Blasius ist mit einem Wappen-Relief derer von Plessen verziert. Ihre Gemeinde gehört zur Evangelisch-reformierten Kirche. Der Bau der Kirche wurde im Jahr 1785 begonnen, nachdem sich bereits 1770 die alte Kirche, die wiederum 1354 erbaut wurde, in ihrem Kreuzgewölbe als baufällig darstellte. Der Baubeginn sollte sich jedoch noch um einige Jahre verzögern, sodass erst 1786 das neue Gotteshaus, im Stil des hessischen Barocks fertiggestellt werden konnte, wie eine Inschrift über dem Eingang belegt. Aus der alten Kirche wurde der Wappenstein über das Portal des neuen Baus angebracht. Ebenso gelangten die Glocke aus dem Jahr 1458 sowie die Orgel in die neue St.-Blasius-Kirche. Erst 1861 wurde eine neue Orgel, erbaut durch die Firma Heyder in Heiligenstadt, aufgestellt, diese musste aufgrund starken Holzwurmbefalls 1972 der heutigen Orgel weichen. Als die Straße südlich der Kirche verbreitert wurde, wurden, nach Bericht des Göttinger Tageblatts vom 23. November 1970 mehrere Leichen in einem Massengrab entdeckt, die aus der Zeit des Dreißigjährigen Krieges stammen, oder Opfer der Pest gewesen waren. Dieser Fund belegt zudem eine Friedhofsanlage, die unmittelbar um die frühere Kirche angelegt war und weitaus größere Ausmaße als die heutige Thieanlage besaß.

## Töchter und Söhne
- Moritz Gerhard Thilenius (1745–1808), deutscher Balneologe